# Municipio Tucupita
Tucupita es uno de los 4 municipios que integran el estado Delta Amacuro, Venezuela. Tiene una superficie de 10 996 km² y una población de 130 532 (INE 2011). Su capital es Tucupita, la mayor parte del comercio del estado Delta Amacuro se realiza en este municipio por tener mayores facilidades para el transporte. Limita al norte con el municipio Municipio Pedernales y el Océano Atlántico, al sur con el Municipio Casacoima, al oeste con el Estado Monagas y por último al este con el Municipio Antonio Díaz (Delta Amacuro).

## Geografía

### Organización parroquial
El municipio Tucupita, tiene una extensión de aproximadamente 10.996 kilómetros cuadrados por lo que es comparable en tamaño con Jamaica o el Líbano, este municipio está conformado por 8 parroquias:
| Parroquia                      | Superficie | Población (2023) | Capital              |
| ------------------------------ | ---------- | ---------------- | -------------------- |
| Monseñor Argimiro García       | 286,3 km²  | 18.159 hab.      | Delfín Mendoza       |
| José Vidal Marcano             | 1270 km²   | 21.542 hab.      | Hacienda del Medio   |
| Juan Millán                    | 7011 km²   | 14.719 hab.      | Carapal de Guara     |
| Leonardo Ruiz Pineda           | 171,7 km²  | 24.900 hab.      | Leonardo Ruiz Pineda |
| Mariscal Antonio José de Sucre | 74,5 km²   | 14.909 hab.      | Paloma               |
| San José                       | 15,76 km²  | 8.319 hab.       | Centro de Tucupita   |
| San Rafael                     | 789 km²    | 18.260 hab.      | San Rafael           |
| Virgen del Valle               | 2273 km²   | 9.724 hab.       | La Horqueta          |
| Municipio Tucupita             |            | 130.532 hab.     | Tucupita             |

## Política y gobierno

### Alcaldes
| Período     | Alcalde                 | Partido político / Alianza | % de votos | Notas |
| ----------- | ----------------------- | -------------------------- | ---------- | --- |
| 1989 - 1992 | Armando Zalazar         | MAS                        | 52,97      | Primer alcalde bajo elecciones directas                                                                                |
| 1993 - 1995 | Ramón Antonio Yánez     | MAS                        | 32,77      | Segundo alcalde bajo elecciones directas                                                                               |
| 1995 - 2000 | Ramón Antonio Yánez     | MAS                        | -          | Reelecto (se realizaron elecciones generales adelantadas en el 2000 debido a la aprobación de la Constitución de 1999) |
| 2000 - 2004 | Juan Francisco González | MAS                        | 36,83      | Tercer alcalde bajo elecciones directas                                                                                |
| 2004 - 2008 | Edgar Domínguez         | MERI                       | 40,33      | Cuarto alcalde bajo elecciones directas                                                                                |
| 2008 - 2013 | Alexis González         | PSUV                       | 50,56      | Quinto alcalde bajo elecciones directas (se postergan 1 año las elecciones municipales pautadas para finales del 2012) |
| 2013 - 2017 | Alexis González         | PSUV                       | 54,38      | Reelecto |
| 2017 - 2021 | Loa Tamaronis           | PSUV                       | 97,71      | Sexta alcaldesa bajo elecciones directas                                                                               |
| 2021 - 2025 | Loa Tamaronis           | PSUV                       | 54,15      | Reelecta |

### Concejo municipal
Período 1989 - 1992
| Concejales:                 | Partido político / Alianza |
| --------------------------- | -------------------------- |
| Simón Marcano Tablante      | AD                         |
| Ruben Darío Mata            | AD                         |
| José Inocencio Guere        | AD                         |
| Eudo Sandoval Martínez      | AD                         |
| Ramón Antonio Yánez         | MAS                        |
| Enrique González            | MAS                        |
| Zenaide Marcano             | MAS                        |
| Yelitze Santaella Hernández | COPEI                      |
| Irida Carrasquel            | COPEI                      |

Período 1992 - 1995
| Concejales:                 | Partido político / Alianza |
| --------------------------- | -------------------------- |
| Elias Marcano               | MAS                        |
| Maria de Villarroel         | MAS                        |
| Marlenis Barrera            | MAS                        |
| Tomas Barreto               | MAS                        |
| Arsemio González            | AD                         |
| Eulises Marcano             | AD                         |
| José Gregorio Sucre         | AD                         |
| Yelitze Santaella Hernández | COPEI                      |
| Irida Carrasquel            | COPEI                      |

Período 1995 - 2000
| Concejales:                 | Partido político / Alianza |
| --------------------------- | -------------------------- |
| Irida Carrasquel            | MAS                        |
| Yelitze Santaella Hernandez | MAS                        |
| Xiomara Hernández           | MAS                        |
| Orlando José Abreu          | MAS                        |
| Humberto González           | MAS                        |
| Ana Teresa León             | MAS                        |
| Gladys Acosta               | COPEI                      |
| Pedro Santaella             | COPEI                      |
| Vicente Gómez               | COPEI                      |

Período 2013 - 2018:
| Concejales        | Partido político / Alianza |
| ----------------- | -------------------------- |
| José Martínez     | PSUV                       |
| Edgar Guira       | PSUV                       |
| Wilman Dicuru     | PSUV                       |
| Lisbet González   | PSUV                       |
| Edar Zacarías     | PSUV                       |
| Yasmín Sumari     | PSUV                       |
| Mirna Urrieta     | PSUV                       |
| José Monterola    | PSOEV                      |
| Isidoro Rodríguez | (Representación Indígena)  |

Periodo 2018 - 2021
| Concejales             | Partido político / Alianza |
| ---------------------- | -------------------------- |
| Norlys Rondon          | PSUV                       |
| josé Gregorio Martinez | PSUV                       |
| Yasmin Sumari          | PSUV                       |
| Angel Cañas            | PSUV                       |
| Elisa Arrieta          | PSUV                       |
| Ignodio Rojas          | PSUV                       |
| Wilman Dicuru          | PSUV                       |
| Yareima Medina         | PSUV                       |
| Ibelice Medina         | (Representación Indígena)  |

Periodo 2021 - 2025
| Concejales:        | Partido político / Alianza |
| ------------------ | -------------------------- |
| Angel Cañas        | PSUV                       |
| Maria Narváez      | PSUV                       |
| Eliza Arrieta      | PSUV                       |
| Rusdalis Gutiérrez | PSUV                       |
| Luis Vasquez       | PSUV                       |
| Carmen Malpica     | PSUV                       |
| Lenin Ortiz        | EL CAMBIO                  |
| Pleriz Jaimez      | EL CAMBIO                  |
| Abel Palacios      | (Representación indígena)  |